# Islas Vírgenes de los Estados Unidos en los Juegos Olímpicos de Londres 2012
Las Islas Vírgenes de los Estados Unidos estuvieron representadas en los Juegos Olímpicos de Londres 2012 por siete deportistas, cuatro hombres y tres mujeres, que compitieron en tres deportes.
El portador de la bandera en la ceremonia de apertura fue el atleta Tabarie Henry. El equipo olímpico virgenense estadounidense no obtuvo ninguna medalla en estos Juegos.